# María Becerra
María de los Ángeles Becerra (Quilmes, 12 de fevereiro de 2000), é uma cantora e compositora argentina. Ficou conhecida em 2017, como YouTuber, sendo indicada a prêmios como Kids Choice Awards e Martin Fierro Digital Awards. Em 2019 emplacou lançou seu primeiro EP 222 e emplacou o hit "High" nas paradas da Argentina e Espanha, em 2020 emplacou diversos hits latinos, incluindo "Miénteme", parceria com TINI número 1 na parada da Argentina. Neste ano de 2021 emplacou "Qué Más Pues?" com J Balvin, número #1 na Argentina e 17 na Billboard Global 200. Atualmente ela tem mais de 24 milhões de ouvintes mensais no Spotify. 

## Biografia e Carreira
Maria Becerra começou a carreira na internet quando ela tinha 12 anos de idade, em 2015 ela publicou vídeos covers no YouTube, publicou vídeos de paródias e covers e assim ela se tornou uma youtuber conhecida, a influencia na internet rendeu a ela indicações no Kids' Choice Awards, Martin Fierro Awards e MTV Millennial Awards. Em 2019 ela começou a carreira como cantora, lançou seu primero EP 222 pela gravadora 300 Entertainment, pertencente a Warner Music Group, neste ano de 2021 ela lançou seu álbum de estreia "Animal Pt.2", a parte ainda será lançado. 
Em 2019, Becerra emplacou seu primeiro hit solo, chamado "High", foi número 59 na parada da Argentina e 59 na Espanha. "Dejemos Que Pase", "Tú Me Lo Haces Fácil" e "Confiésalo" estão entre outros hits de Maria que entraram nos charts latinos.

## Discografia
- Animal (2021)
- La Nena de Argentina (2022)

## Singles

### Singles
| Título                         | Ano  | Posições nas Paradas Mundiais | Posições nas Paradas Mundiais | Posições nas Paradas Mundiais | Posições nas Paradas Mundiais | Posições nas Paradas Mundiais | Posições nas Paradas Mundiais | Posições nas Paradas Mundiais |
| Título                         | Ano  | ARG                           | COL                           | URU                           | US LATIN                      | GLOBAL                        | MEX                           | Espanha                       |
| ------------------------------ | ---- | ----------------------------- | ----------------------------- | ----------------------------- | ----------------------------- | ----------------------------- | ----------------------------- | ----------------------------- |
| Que Más Pues? (feat. J Balvin) | 2021 | 1                             | 9                             | 4                             | 15                            | 17                            | 27                            | 2                             |
| Mienteme (feat. TINI ) \| 2021 | 1    |                               |                               |                               | 74                            |                               | 3                             |                               |
| High                           | 2019 | 59                            |                               |                               |                               |                               |                               | 62                            |
| Animal                         | 2020 | 5                             |                               |                               |                               |                               |                               |                               |
| Acaramelao                     | 2020 | 4                             |                               |                               |                               |                               |                               |                               |
| Te Necesito                    | 2021 | 3                             |                               |                               |                               |                               |                               |                               |
| Cazame                         | 2021 | 6                             |                               |                               |                               |                               |                               |                               |

## Prêmios e Indicações
| Ano  | Organização                   | Categoria                         | Indicação por                          | Result   | Ref. |
| ---- | ----------------------------- | --------------------------------- | -------------------------------------- | -------- | ---- |
| 2017 | Kids' Choice Awards Argentina | Favorite youtuber                 | Herself                                | Indicado |      |
| 2018 | Kids' Choice Awards Argentina | Favorite Musical Influencer       | Herself                                | Venceu   |      |
| 2018 | Martin Fierro Awards          | Favorite youtuber                 | Herself                                | Indicado |      |
| 2019 | Kids' Choice Awards           | Favorite latin musical influencer | Herself                                | Indicado |      |
| 2019 | MTV Millennial Awards         | Instagrammer do Ano               | Herself                                | Venceu   |      |
| 2020 | Quiero Awards                 | Best Female Video                 | "High (Remix)" com Tini e Lola Índigo) | Venceu   |      |
| 2021 | Fans Choice Awards            | Best Female Video                 | Ela Mesma                              | Indicado |      |
| 2021 | Fans Choice Awards            | Urban female artist               | Ela Mesma                              | Indicado |      |
| 2021 | Prêmios Gardel                | Best Urban/Trap Song or Album     | "High (Remix)" com Tini e Lola Índigo  | Indicado |      |
| 2021 | MTV Millennial Awards         | Emerging                          | Herself                                | Indicado |      |
| 2021 | Premios Juventud              | New Generation - Female           | Herself                                | Indicado |      |
| 2021 | Premios Juventud              | Girl Power                        | "Animal" com Cazzu]])                  | Indicado |      |